# Karl-Heinz Müller-Lancé
Karl-Heinz Müller-Lancé (* 22. April 1926 in Essen) ist ein deutscher Organist, Musikwissenschaftler und Musikpädagoge.

## Leben und Werk
Karl-Heinz Müller-Lancé war Schüler von Ernst Kaller in Essen und Walter Kraft in Freiburg im Breisgau. Dort hörte er auch bei Wilibald Gurlitt und Hermann Zenck Musikgeschichte. Er schloss seine Studien bei Ferruccio Vignanelli (Orgel) und Higini Anglès (Gregorianik) am Pontificio Istituto di Musica Sacra in Rom ab. In Rom wurde er 1955 bei Higini Anglès zum Dr. mus. promoviert.
Karl-Heinz Müller-Lancé wirkte ab 1951 von Higini Anglès vermittelt als Professor für Orgelspiel am Konservatorium in Lissabon. Er widmete sich als Kirchen- und Konzertorganist der Pflege älterer iberischer sowie zeitgenössischer Werke. Zudem widmete er sich in Portugal der Restauration historischer Orgeln. 1962 wurde er Professor für Musik und Musikdidaktik an der Pädagogischen Hochschule Freiburg im Breisgau.